# گوریل انگوری
نمایش گوریل انگوری (به انگلیسی: The Great Grape Ape Show) مجموعهٔ کارتونی محصول هانا-باربرا بود که در سال‌های ۱۹۷۵ تا ۱۹۷۸ از ABC آمریکا پخش می‌شد.

## خلاصه
شخصیت اصلی این کارتون یک گوریل ۱۲ متری است که عاشق انگور است. این شخصیت بعد از هر صحبتی که می‌کند کلمهٔ انگوری را دو بار تکرار می‌کند. (انگوری ، انگوری) او همراه یک سگ به نام بیگلی بیگلی (Beegle Beagle) و روی سقف ماشین او به کشورهای مختلف جهان سفر می‌کند و در این سفر با ماجراهای مختلفی روبرو می‌شود.
هیکل بزرگ گوریل‌انگوری باعث می‌شود کسانی که او را پیشتر ندیده‌اند از دیدنش شوکه شوند و بترسند، همین ظاهر اوست که مردم و حیوانات دیگر را می‌ترساند و با ترس فریاد می‌زنند: «وای … گووووو… ریل».
گوریل‌ انگوری و دوست صمیمی‌اش بیگلی بیگلی معمولاً سوار یک ون کوچک زرد می‌شوند البته گوریل انگوری بالای سقف ماشین می‌نشیند بدون اینکه سقف ماشین بشکند!

## صداپیشگان نسخهٔ دوبله‌شده
- مدیر دوبلاژ: امیرهوشنگ قطعه ای
- گوریل انگوری: صادق ماهرو
- بیگلی بیگلی: اصغر افضلی
- نقش‌های فرعی دیگر: مهدی آژیر، شهروز ملک‌آرایی، عباس سعیدی، تورج نصر